# Coppa del mondo di tuffi 2021 - Trampolino 3 metri sincro maschile
Il concorso dei tuffi dal trampolino 3 metri sincronizzato maschile della Coppa del mondo di tuffi 2021 si è svolto il 2 maggio 2021 al Tokyo Aquatics Centre in Giappone.
La competizione è stata valida per la qualificazione ai Giochi olimpici estivi di Tokyo 2021.

## Programma
| Data          | Ora   | Evento      |
| ------------- | ----- | ----------- |
| 2 maggio 2021 | 12:30 | Preliminare |
| 2 maggio 2021 | 18:00 | Finale      |

## Risultati
Le nazioni contrassegnate dal grassetto si sono qualificate per le Olimpiadi tramite questo risultato. Quelle nei primi posti non in grassetto hanno ottenuto la qualificazione in un'altra manifestazione.
| Class   | Nazione         | Nome                                 | Preliminare | Preliminare | Finale          | Finale          |
| Class   | Nazione         | Nome                                 | Punti       | Class       | Punti           | Class           |
| ------- | --------------- | ------------------------------------ | ----------- | ----------- | --------------- | --------------- |
| Oro     | Gran Bretagna   | Daniel Goodfellow Jack Laugher       | 396.60      | 3           | 440.94          | 1               |
| Argento | Germania        | Patrick Hausding Lars Rüdiger        | 400.44      | 2           | 433.92          | 2               |
| Bronzo  | Russia          | Evgeny Kuznetsov Nikita Shleikher    | 421.92      | 1           | 415.86          | 3               |
| 4       | Stati Uniti     | Andrew Capobianco Michael Hixon      | 394.25      | 4           | 414.18          | 4               |
| 5       | Italia          | Lorenzo Marsaglia Giovanni Tocci     | 371.10      | 7           | 412.68          | 5               |
| 6       | Spagna          | Adrían Abadía Nicolás García Navarro | 371.25      | 6           | 387.63          | 6               |
| 7       | Malaysia        | Chew Yiwei Ooi Tze Liang             | 336.21      | 11          | 385.50          | 7               |
| 8       | Messico         | Yahel Castillo Juan Celaya           | 379.56      | 5           | 380.49          | 8               |
| 9       | Colombia        | Sebastián Morales Daniel Restrepo    | 350.43      | 9           | 380.46          | 9               |
| 10      | Ucraina         | Oleksandr Gorshkovozov Oleh Kolodiy  | 348.03      | 10          | 374.16          | 10              |
| 11      | Polonia         | Kacper Lesiak Andrzej Rzeszutek      | 369.27      | 8           | 355.05          | 11              |
| 12      | Austria         | Alex Hart Nikolaj Schaller           | 334.98      | 12          | 327.66          | 12              |
| 13      | Rep. Dominicana | Frandiel Gómez José Ruvalcaba        | 321.87      | 13          | Non qualificati | Non qualificati |
| 14      | Georgia         | Sandro Melikidze Tornike Onikashvili | 310.23      | 14          | Non qualificati | Non qualificati |
| 15      | Kuwait          | Abdulrahman Abbas Hassan Qali        | 297.36      | 15          | Non qualificati | Non qualificati |
| 16      | Corea del Sud   | Kim Yeong-nam Woo Ha-ram             | 296.10      | 16          | Non qualificati | Non qualificati |